# Ballan-Miré
Ballan-Miré är en kommun i departementet Indre-et-Loire i regionen Centre-Val de Loire i de centrala delarna av Frankrike. Kommunen ligger i kantonen Ballan-Miré som tillhör arrondissementet Tours. År 2022 hade Ballan-Miré 8 347 invånare.

## Befolkningsutveckling
Antalet invånare i kommunen Ballan-Miré
Referens:INSEE